# Hans Schrader

Abbildung von Hans Schrader in Zeitung „Der Tag“ vom 16. August 1901

Hans Schrader (* 15. Februar 1869 in Stolp als Johannes Hermann Schrader; † 5. September 1948 in Berlin-Charlottenburg) war ein deutscher Klassischer Archäologe.

## Leben und Wirken
Der Sohn eines Juristen studierte ab 1888 Altertumswissenschaft und Geschichte in Marburg und Berlin. Besonders beeinflusst wurde er dabei von Reinhard Kekulé von Stradonitz und Hermann Diels. Mit Hilfe des Reisestipendium des Deutschen Archäologischen Instituts erkundete er zusammen mit Theodor Wiegand weite Teile Griechenlands und Kleinasiens und nahm ab 1896 an der Ausgrabung in Priene teil. Hierbei übernahm Schrader für die Publikation die Heiligtümer sowie die öffentlichen Bauten wie Agora, Prytaneion, Stadion und Gymnasien. 1899 wurde er Direktorial-Assistent an den Berliner Museen, 1901 zweiter Sekretär (Direktor) der Abteilung Athen des Deutschen Archäologischen Instituts, das ihn zum Winckelmannstag 1901 zum ordentlichen Mitglied ernannte. Es folgten Professuren in Innsbruck (1905–1908) und Graz (1908–1910). Ab 1910 war er Professor an der Universität Wien und Direktor der Antikensammlungen. 1914 wechselte er an die Universität Frankfurt am Main, wo er ein neues Institut aufbaute. Aus gesundheitlichen Gründen zog er sich bereits 1931 aus seinem Lehramt in Frankfurt zurück.
Seine 1899 erschienenen Arbeiten zum Telephosfries und zur Opferstätte des Großen Altars in Pergamon wurden grundlegend. Schraders jahrzehntelange Arbeiten mit den archaischen Skulpturen aus dem Perserschutt der Akropolis von Athen mündeten 1939 in das Werk Die archaischen Marmorbildwerke der Akropolis.
Schrader war seit 1901 mit Sophie Charlotte von Siemens (1880–1974), einer Tochter des Deutsche-Bank-Gründers Georg von Siemens, verheiratet, deren Schwester Marie (1876–1960) war mit Theodor Wiegand verheiratet. Schrader war über die Geschwister von Siemens ebenfalls mit Karl Helfferich verschwägert.

## Schriften (Auswahl)
- Die archaischen Marmorbildwerke der Akropolis. Klostermann, Frankfurt am Main 1939.
- Archaische griechische Plastik. Hirt, Breslau 1933.
- Phidias. Frankfurter Verlags-Anstalt, Frankfurt am Main 1924.
- mit Theodor Wiegand: Priene. Ergebnisse der Ausgrabungen und Untersuchungen in den Jahren 1895–1898. Reimer, Berlin 1904 (Digitalisat).